# 岩村通俊

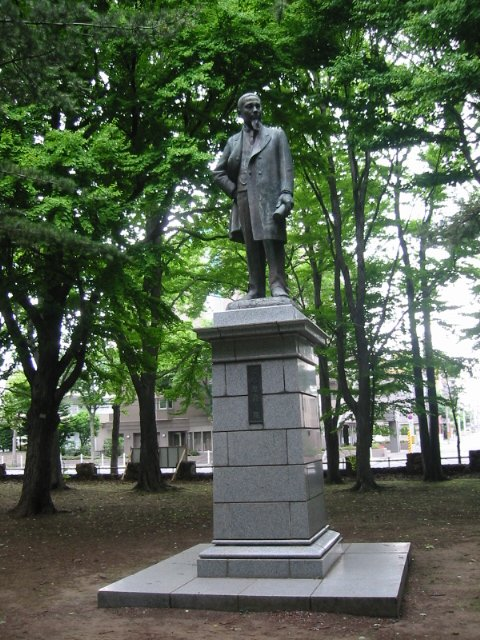
札幌市円山公園に建立されている岩村の銅像

岩村 通俊（いわむら みちとし、天保11年6月10日（1840年7月8日） - 大正4年（1915年）2月20日）は、日本の武士、官僚、政治家。鹿児島県令や初代北海道庁長官などを務めた。貫堂と号し、素水を俳号とする。栄典は正二位勲一等男爵。

## 人物
明治時代に農商務大臣、宮中顧問官、北海道庁長官を務める。開拓官僚として赴任した北海道を調査し、北海道庁設置の必要性を政府に働き掛け、初代北海道庁長官となる。

## 生涯
土佐藩陪臣・岩村英俊を父に、長男として土佐国（現在の高知県）宿毛で生まれた通俊は、酒井南嶺の下で学問を学び岡田以蔵の下で剣術を学んだ。明治2年（1869年）には政府に出仕し聴訟司判事、箱館府権判事開拓判官を務める。

### 開拓官僚
開拓使の首席判官であった島義勇の後を受け、明治4年（1871年）、開拓判官として札幌の開発継続に着手する。区画を京都に倣い条・丁目とし、当時重要災害であった火災を減らすために草小屋の撤去に乗り出す。この時の撤去の手法はまず撤去の旨触書を発した後にわざと火をつけ火事を起こした。このためこれを｢御用火事｣というが、つまりは放火であるため通俊はこの時退官覚悟だったという。しかし、札幌の消防隊はこの時設置され、以後は火災が減ったという。
この間、開拓大判官に昇り、増えてきた移住者や土工のために遊郭の設置に乗り出す。部下の薄井龍之に歓楽地を作らせ、名を一字とって「薄野遊郭｣とする。すなわち後の｢すすきの｣である（由来には異説もある）。

### 各地の県令を歴任
明治6年（1874年）7月佐賀県権令に任命され、同地で治績を挙げる。中央に召還され工部省出仕となることが決まると後任の佐賀県権令に弟の岩村高俊を推挙し、これが許される。
明治9年（1876年）、山口地方裁判所長を経て明治10年（1877年）には西南戦争が起こり、通俊は鹿児島県令として赴任した。通俊はこの時、敵将である西郷隆盛の遺体を軍部の了解を得て鹿児島浄光明寺に丁重に葬ったという。
鹿児島県令としても治績を挙げた通俊は元老院議官・会計検査院長に昇り、明治15年（1882年）には沖縄県令となる。

### 北海道庁設置
2年の沖縄県令の後司法大輔となり、北海道開拓の重要性を政府に説き、北海道庁設置を働き掛ける。これが認められ、明治19年（1886年）に北海道庁が設置されることとなり、通俊が初代長官に任命される。長官として北海道開拓の任に当たり、旭川市に東京・京都に継ぐ｢北京｣設置を構想した。

### 大臣を経て華族に
明治21年(1888年)長官を永山武四郎に交代し元老院議官に就任する。農商務次官を経て明治22年（1889年）12月24日、第1次山縣内閣の農商務大臣に就任する。大臣退任後は宮中顧問官・貴族院議員・御料局長・錦鶏間祗候を歴任する。明治29年（1896年）6月5日に功により男爵を叙爵し華族に列せられる。翌年の12月28日に勲一等瑞宝章を受章する。明治33年（1900年）、朝鮮京釜鉄道会社が設立され常務理事に就任する。明治37年（1904年）6月23日、勲一等旭日大綬章を受章する。大正4年（1915年）2月20日、東京府東京市小石川区小石川丸山町（現在の東京都文京区千石三丁目）の自宅で薨去。享年76。墓所は東京都・谷中墓地。
通俊の功績を称え旭川市の北海道神宮末社開拓神社・上川神社に祀られ、旭川市常磐公園・札幌市大通公園・札幌市円山公園に銅像が建立されている。高知県宿毛市の旧岩村邸には記念碑が設置されている。

## 栄典
位階
- 1886年（明治19年）10月20日 - 従三位[5]
- 1890年（明治23年）2月7日 - 従二位[6]

勲章
- 1887年（明治20年）11月25日 - 勲二等旭日重光章[7]
- 1897年（明治30年）12月28日 - 勲一等瑞宝章[8]

## 親族
- 父・岩村英俊 - 土佐の国老・伊賀氏の家臣[9]
- 母・嘉乃 - 甥に小野義眞、姪・利遠の夫に小野梓、甥・義為の子に小野義一がいる[10]。
- 次弟 林有造 - 逓信大臣・農商務大臣
- 三弟 岩村高俊 - 男爵。北越戦争において、長岡藩家老の河井継之助に新政府への恭順を促したが、受け入れられずに北越戦争開戦の端緒となったことで知られ、その後佐賀、愛媛、石川、福岡、広島各県の知事を務め男爵に叙せられる。
- 妹 花（1874年生） - 愛媛の資産家・猪崎保直（1853～1910）の妻。猪崎はかつお船の動力化などで愛媛のかつお漁やかつお節製造に活況をもたらした功労者。[9][11]
- 長男 八作 - 通俊の後を継ぎ男爵となり、北海道開拓に生涯を捧げる。先妻は二神駿吉の妹[12]。後妻のサトは愛媛御庄村村長・中尾初太郎の娘。
- 次男 俊武 - 海軍中将。岳父に子爵香川敬三。
- 三男・薩馬（1879-1947） - 満州船渠常務・謡曲家[13]。岳父に加藤木重教[14]。娘婿に宇佐美淳、三代目板谷宮吉 (板谷宮吉 (2代)の子)[13]。
- 五男 通世 - 司法大臣となった後、1945年9月にA級戦犯容疑者として逮捕されたが、1948年（昭和23年）に至って不起訴処分で釈放された。
- 八男 一木 - 八作の養子となり貴族院男爵議員を務める[15]。
- 二女 エソ（1872年生）  - 岩村透（高俊の子）の妻[9]
- 三女 ツキ（1874年生）  - 動物学者・丘浅次郎の妻。
- 四女 キタ（1888年生）  - 男爵伊賀氏広の妻[9]
- 甥 林譲治 - 有造の子、衆議院議長・厚生大臣。